# Championnats d'Afrique d'haltérophilie 2002
Navigation
Édition précédente Édition suivante
Les championnats d'Afrique d'haltérophilie 2002 sont la 15e édition des championnats d'Afrique d'haltérophilie. Ils se déroulent en mai 2002 au centre sportif international Moi de Nairobi au Kenya. 

## Hommes
| Épreuve | Or                           | Argent                      | Bronze                       |       |       |
| 56 kg   | 56 kg                        | 56 kg                       | 56 kg                        | 56 kg | 56 kg |
| ------- | ---------------------------- | --------------------------- | ---------------------------- | ----- | ----- |
| Total   | Ali Atia (EGY) 240 kg        | Nafaa Benami (ALG) 230,5 kg | Gino Soobrayman (MRI) 208 kg |       |       |
| 62 kg   |                              |                             |                              |       |       |
| Total   | Mohamed Osman (EGY)          | Greg Gerts (RSA)            | Chala Betera (ETH)           |       |       |
| 69 kg   |                              |                             |                              |       |       |
| Total   | Mohamed Tantawy (EGY) 285 kg | Charles Siméon (SEY) 235 kg | Kasim Mulindwa (UGA) 235 kg  |       |       |
| 81 kg   |                              |                             |                              |       |       |
| Total   | Samir Ahmed (EGY)            | ? (???)                     | ? (???)                      |       |       |